# Pachymelus micrelephas
Pachymelus micrelephas är en biart som beskrevs av Smith 1879. Pachymelus micrelephas ingår i släktet Pachymelus och familjen långtungebin. Inga underarter finns listade i Catalogue of Life.